# Стратегическая карта
Стратегическая карта — диаграмма, которая используется для документирования главных стратегических целей, поставленных перед организацией или руководством организации. Это — элемент документации, ассоциирующийся со Сбалансированной системой показателей (ССП), и в частности, со вторым поколением ССП, разработанным в середине 1990-х годов. Первые диаграммы такого типа появились в 1990-х годах, и идея использовать такой тип диаграмм была впервые обсуждена в 1996 году в статье Р. Каплана и Д. Нортона. Идея стратегической карты была раскрыта в нескольких книгах и статьях в течение поздних 1990-х Капланом, Нортоном и другими авторами, включая часто упоминаемую книгу Олве и Веттера «Performance Drive» Среди широкого спектра статей, можно выделить только несколько общих характеристик: стратегические карты отображают каждую цель как текст, заключенный в геометрическую фигуру (обычно овал или прямоугольник); на карте присутствует небольшое количество целей (обычно менее 20); цели распределены по стратегической карте среди двух или более горизонтальных полос, каждая из которых представляет собой «перспективу» (аспект, точку зрения); наиболее очевидные причинно-следственные связи между стратегическими целями отображаются с помощью стрелок, которые связывают цели между собой или отображают направление такой связи (если достижение одной из целей влияет на успех достижения множества других целей на карте). Назначение стратегической карты в процессе разработке Сбалансированной системы показателей, а также её важность в этом процессе подробно обсуждается в статье Лоури и Кобболда.
Стратегические карты — изложение стратегии и стратегических целей на каждом уровне управления компании. Используются для осуществления и контроля стратегии, корректировки стратегических целей.

## Истоки стратегических карт
Сбалансированная система показателей (ССП) — это подход, используемый для помощи в разработке и внедрении инструментов стратегического управления организацией. Она предложенна в 1990 году профессорами Гарвардской школы экономики Дэвидом Нортоном и Робертом Капланом. ССП предлагает простую структуру для представления внедряемой стратегии, и ассоциируется с широким набором инструментов разработки, помогающих определить показатели и поставить целевые значения, которые могут информировать о продвижении организации путём реализации стратегических мероприятий («инициатив»), и предоставлять обратную связь, которая позволит судить, оказывает ли стратегия какое-либо влияние на общую эффективность организации.
Предлагая менеджерам прямую обратную связь для руководителей по предпринимаемым действиям, ССП была задумана c целью помочь первым сфокусировать свое внимание на действиях, необходимых для эффективной реализации стратегии.
Одна из сложностей, возникающих при разработке системы управления эффективностью на базе ССП, заключается в выборе, какие из действий и показателей надо мониторить и контролировать. Предлагающая простое визуальное представление стратегических целей, на которых сфокусирована организация, с помощью дополнительных вспомогательных элементов: горизонтальных полос — перспектив и стрелок — причинно-следственных связей, стратегическая карта оказалась полезной в организации обсуждений среди управленческих команд по вопросам выбора стратегических целей и достигнутых результатов деятельности.

## Перспективы
Ранние статьи Р.Каплана и Д.Нортона, посвященные Сбалансированной системе показателей, предлагали простой метод для выбора содержания стратегической карты, основанный на ответах на четыре базовых вопроса о стратегии, выбранной организацией. Эти четыре вопроса: насчет финансов, маркетинга, процессов и организационного развития быстро превратились в стандартный набор «перспектив»: «Финансы», «Клиенты и внешнее окружение», «Внутренние бизнес-процессы», «Обучение и рост». Разработка ССП стала процессом выбора небольшого количества целей по каждой из перспектив, и затем, выбора способов измерения и целевых значений для получения информации о прогрессе в достижении каждой цели. Но очень быстро стало ясно, что первоначальный набор перспектив применим только для определенных организаций (фирмы малого и среднего размера в Северной Америке — целевой аудитории Harvard Business Review, журнала, где публиковались ранние статьи Каплана и Нортона). Поэтому, начиная с середины и до конца 1990-х появились публикации документов, предлагающих использование других наборов перспектив, в большей степени подходящих для организаций разных видов (например, Батлер и др.) и содержащих не четыре, а другое количество перспектив (см. пример).
Несмотря на эти возражения, «стандартный» набор перспектив остается самым распространенным, и традиционно приводится на стратегических картах в последовательности (снизу вверх) «Обучение и рост», «Внутренние бизнес-процессы», «Клиенты и внешнее окружение» и «Финансы», снабженные стрелками, направленными вверх страницы.

## Создание стратегической карты — иерархические отношения в перспективах
Создание стратегической карты организации является первым ключевым шагом в методологии сбалансированной системы показателей. Она вводит четкое определение бизнес-стратегии и обычно может быть зафиксирована после набора интенсивного мозгового штурма, в котором должны принимать участие руководители, отвечающие за все ключевые функции и процессы организации.
Очень важным для создания связной и реалистичной стратегической карты является реальное понимание иерархических внутренних взаимосвязей между используемыми перспективами. Каждая перспектива содержит одну или несколько стратегических целей, которые в свою очередь связаны с одним или несколькими показателями эффективности и их целевыми значениями. Расположение стратегических целей на стратегической карте выбрано не случайно и служит наглядному представлению взаимосвязей между выбранными заголовками перспектив.